# 아이샤
아이샤 빈트 아비 바크르(아랍어: عائشة بنت أبي بكر 또는 عائشة, Ā’ishah bint Abī Bakr, 613년경 ~ 678년)는 무함마드의 여러 처(妻) 중에서 중요한 역할을 한 사람이다. 뒤에 '칼리파'가 된 아부 바크르의 딸이며, '헤지라' 후에 결혼 생활을 하였다. 그녀는 6살에 무함마드와 결혼하여 9살에 무함마드와 동침했다고 전해진다.
전하는 바에 의하면 그녀는 무함마드의 원정에 동행하였고, 그가 그녀의 불의를 의심하게 되었을 때 알리가 그녀와의 이혼을 주장하여 두 사람 사이에 불화가 생겼다고 한다. 무함마드가 죽을 때 그녀의 나이는 18세로, 이미 이슬람 교단에서 중심적인 인물이 되었다. 우스만을 살해한 죄를 알리에게 뒤집어 씌워 교단의 내분에 개입하였다. 많은 '하디스'에서 그녀는 무함마드의 언행에 대하여 증언하고 있다.

## 어린 시절

### 결혼과 첫날밤
아이샤는 무함마드와 약혼하기 전에 6세기 아라비아의 조혼 관습에 따라 이슬람의 초기 반대자였던 무팀 이븐 아디의 아들 주바이르 이븐 무팀과 5세의 나이에 약혼했다. 이 약혼은 아이샤 가족의 우려로 무산되었다. 사히 알-부하리에 따르면 아이샤는 1년 후 6세의 나이에 무함마드와 약혼했다. 고전 시대의 일부 이슬람 자료는 아이샤의 약혼 당시 나이가 6세였고, 첫날밤을 치른 시점은 9세 또는 10세라고 나열한다. 다른 학자들은 그녀의 젊은 시절을 둘러싼 서술의 불일치로 인해 이 나이에 이의를 제기한다.

## 같이 보기
- 조혼
- 리나 메디나